# نیلوفر آبی بیدستر
 نیلوفر آبی بیدستر(نام علمی: Nymphaea odorata) نام یک گونه از سرده نیلوفر آبی است.